# Fu Cong
Fu Cong (en chino, 傅聰; en chino: Fù Cōng; Shanghái, 10 de marzo de 1934-Londres, 28 de diciembre de 2020) fue un pianista británico de origen chino.

## Biografía
Nació en Shanghái, en una familia de intelectuales, su padre fue el traductor Fu Lei, Fou primero estudió piano con Mario Paci, el fundador italiano de la Orquesta Sinfónica de Shanghái. En 1953, Fou se mudó a Europa para continuar su formación en la Escuela Superior de Música del Estado de Varsovia (en la actualidad, Universidad de Música Fryderyk Chopin en Varsovia) con el profesor Zbigniew Drzewiecki. Ganó el tercer premio y el premio especial Mazurka en el Concurso Internacional de Piano Chopin de 1955.
Fou residió en Londres desde 1958, dedicado a la docencia y a los recitales, que interpretó por todo el mundo. 
Fue miembro del jurado del Concurso Internacional de Música Reina Isabel de Bélgica en 1991, 1999 y 2007 y vicepresidente del jurado del Concurso Internacional de Piano de Santander Paloma O'Shea en 2002.
De 1960 a 1969 estuvo casado con Zamira Menuhin, hija de Yehudi Menuhin, y tuvieron un hijo. Su matrimonio terminó en divorcio. Más tarde se casó con la pianista china Patsy Toh.
Los padres de Fou, Fu Lei y Zhu Meifu, fueron perseguidos durante la Revolución Cultural y se suicidaron en septiembre de 1966. Fou Cong tiene un hermano llamado Fu Min.
Falleció el 28 de diciembre de 2020 a los ochenta y seis años, afectado de coronavirus.